# José María Torres
Pour les articles homonymes, voir Torres.
José María Torres García, né le 15 avril 1962, est un karatéka espagnol surtout connu pour avoir remporté l'épreuve de kumite par équipe masculin aux championnats du monde de karaté 1980 et 1992.

## Résultats
| Résultat           | Date | Épreuve           | Catégorie | Compétition                | Ville hôte               |
| ------------------ | ---- | ----------------- | --------- | -------------------------- | ------------------------ |
| Médaille d'or      | 1980 | Kumite par équipe | Seniors   | Championnats du monde 1980 | Madrid, en Espagne       |
| Médaille de bronze | 1982 | Kumite par équipe | Seniors   | Championnats du monde 1982 | Taipei, à Taïwan         |
| Médaille de bronze | 1984 | Kumite par équipe | Seniors   | Championnats du monde 1984 | Maastricht, aux Pays-Bas |
| Médaille de bronze | 1990 | Kumite par équipe | Seniors   | Championnats du monde 1990 | Mexico, au Mexique       |
| Médaille d'or      | 1992 | Kumite par équipe | Seniors   | Championnats du monde 1992 | Grenade, en Espagne      |